# Comuna Ierciîkî, Popilnea
Ierciîkî (în ucraineană Єрчицька сільська рада) este o comună în raionul Popilnea, regiunea Jîtomîr, Ucraina, formată din satele Iablunivka, Ierciîkî (reședința) și Velîka Cerneavka.

## Demografie
Componența lingvistică a comunei Ierciîkî
     Ucraineană (96,66%)
     Rusă (3%)
     Alte limbi (0,24%)
Conform recensământului din 2001, majoritatea populației comunei Ierciîkî era vorbitoare de ucraineană (96,66%), existând în minoritate și vorbitori de rusă (3%).